# الکتروفور
الکتروفور (به انگلیسی: Electrophorus) نوعی ماشین برای تولید الکتریسیته ساکن است.
در سال ۱۷۷۵ میلادی آلساندرو ولتا که در ایتالیا معلم فیزیک بود. نامه‌ای به پریستلی (کاشف اسپزن) نوشت و در آن نامه شرح داد که اسبابی به نام الکتروفور اختراع کرده‌است. الکتروفور را می‌توان یک نوع ماشین مولد الکتریسیته ساکن نامید. در این دستگاه صفحه نارسانا در اثر مالش با پوست حیوان دارای بار الکترون منفی می‌شود و با قرار دادن صفحه فلزی روی آن، قسمت بالایی صفحه در اثر القا دارای بار منفی و قسمت پایین صفحه دارای بار مثبت می‌شود.
سطح پایینتر فلز به وسیلهٔ چند نقطه با سطح صفحه نارسانای زیرین تماس دارد. هرگاه سطح بالایی قرص به‌طور موقت به زمین وصل شود. الکترونها سطح بالایی زمین منتقل می‌شوند به این ترتیب صفحه فلزی دارای بار مثبت می‌شود